# Hieracium molinieranum
Hieracium molinieranum es una especie de planta con flor del género Hieracium, de la familia Asteraceae, orden Asterales.

## Distribución
Hieracium molinieranum se distribuye por los Alpes (Francia y Suiza).

## Taxonomía
Fue descrita científicamente por Arv.-Touv. y Gaut.